# Beilouguet Litame
Beilouguet Litame är en kommun i departementet Maghama i regionen Gorgol i Mauretanien. Kommunen hade 4 152 invånare år 2013.